# Plaguicidas en polvo seco
Formulaciones de plaguicidas en polvo seco que contienen una combinación de benomilo en una cantidad igual o superior al 7%, carbofurano en una cantidad igual o superior al 10% y tiram en una cantidad igual o superior al 15%, están prohibidos por ser dañinos a la salud.

## Resumen de la medida de prohibición
Formulaciones de plaguicidas en polvo seco con combinación de concentraciones iguales o mayores al:
- 7% de Benomilo;
- 10% de Carbofurano; y,
- 15% de Tiram

Están prohibidos.

## Peligros y riesgos conocidos respecto a la salud humana
Vías de exposición:
- Por boca: La exposición puede ser a través de las manos a la boca (comer con las manos contaminadas) o directamente usando la boca para sacar la cáscara de los cacahuetes antes de sembrar.
- Inhalación: Durante el tratamiento de las semillas antes del almacenaje, durante la preparación de las semillas (pelado), durante la mezcla de la formulación con las semillas y durante el sembrado de las semillas tratadas. Se reportó que las personas que manipulaban el polvo inhalaban el producto plaguicida cuando llenaban la semilladora con plaguicida y semillas o caminando detrás de la semilladora durante esta operación.
- A través de la piel: Durante el tratamiento y pelado de las semillas, cargando la semilladora y desobstruyendo la máquina sembradora.

Los individuos expuestos presentaron los síntomas siguientes: dolor abdominal, dolor torácico, tos, mareo, disnea, cansancio, fiebre, dolor gástrico, dolor de cabeza, insomnio, anormalidades de la orina (no especificadas), edema, dolor en los miembros, tiritera, hinchazón de los miembros, taquicardia, rinitis y vómito